# Глущенко Тетяна Григорівна
Тетяна Григорівна Глущенко (Лапшинова) (12 липня 1956, Київ) — українська гандболістка, олімпійська чемпіонка монреальської Олімпіади у складі збірної СРСР з гандболу. На олімпійському турнірі зіграла у всіх п'яти матчах.
Володарка Кубка європейських чемпіонів 1975, 1977 та 1979 років.
Чемпіонка СРСР 1974—1979 років.